# Бегби, Шейла
Шейла Бегби MBE (англ. Sheila Begbie, родилась 1 августа 1957 года) — шотландская футболистка и спортивный функционер, занимающаяся развитием футбола и регби в Шотландии. С 2017 года — начальник отдела национального регби Шотландского регбийного союза.

## Биография

### Футбольная карьера
Шейла выросла в городе Эдинбург, в районе Драйлоу, и училась в средней школе общины Крэйгройстон. Тогда же она начала играть в футбол на улицах в то время, когда девочки в футболе были редким явлением. Известно, что среди друзей, с которыми играла Шейла, были будущий игрок и тренер сборной Шотландии Гордон Стракан и писатель Ирвин Уэлш — именно у Шейлы он позаимствовал фамилию для Фрэнсиса Бегби, героя романа «На игле». В возрасте 13 лет Шейла стала игроком женского любительского клуба «Эдинбург Дайнамос» (англ. Edinburgh Dynamos) — одного из восьми женских клубов в стране.
Помимо футбола, Шейла также занималась гольфом и крикетом, как и её сестра. Её двоюродный прадедушка Айзек Бегби — дважды чемпион Шотландии и обладатель Кубка Шотландии в составе клуба «Хартс». В возрасте 15 лет, в 1972 году Шейла провела свою первую игру за национальную футбольную сборную Шотландии против Англии, выпавшую на 18 ноября, когда женский футбол ещё был под негласным запретом. Всего отметилась 25 играми за национальную сборную. Бегби отказалась от выступлений за полупрофессиональные клубы Италии и США, решив сделать карьеру учительницы физкультуры, и не изменила своего решения даже после получения высшего образования.

### Спортивный функционер
Дальнейшую карьеру Шейла Бегби сделала в Шотландской футбольной ассоциации, проработав с 1998 по 2014 годы главой отдела развития женского футбола. До этого с 1991 года она была координатором в организации TeamSport Scotland (инициатива Sportscotland) по вопросам развития футбола среди женщин и девочек. Она занимала пост главы женского комитета УЕФА и делегата УЕФА на футбольных матчах, а также участвовала в открытии Национального центра женских выступлений Шотландской футбольной ассоциации при Стерлингском университете. Благодаря работе Шейлы началось широкомасштабное развитие женского футбола в стране, хотя, по иронии судьбы, в 1978 году Шотландия из стран УЕФА стала единственной, которая выступила против развития женского футбола в официальной программе УЕФА. В канун Нового 2001 года за свои заслуги перед женским футболом Бегби была награждена Орденом Британской империи.
В 2014 году Бегби перешла из футбола в регби, войдя в августе в состав руководства Шотландского регбийного союза и став главой отдела женского регби. С 2017 года занимается развитием национального регби в стране с целью признания регби одним из национальных видов спорта в Шотландии.